# Salón de la Fama de la Ciencia Ficción
El Salón de la Fama de la Ciencia Ficción es un museo ubicado  en el Centro Seattle (Seattle Center) de la ciudad de Seattle (Washington) y forma parte del Museo de la Cultura Pop (Museum of Pop Culture).

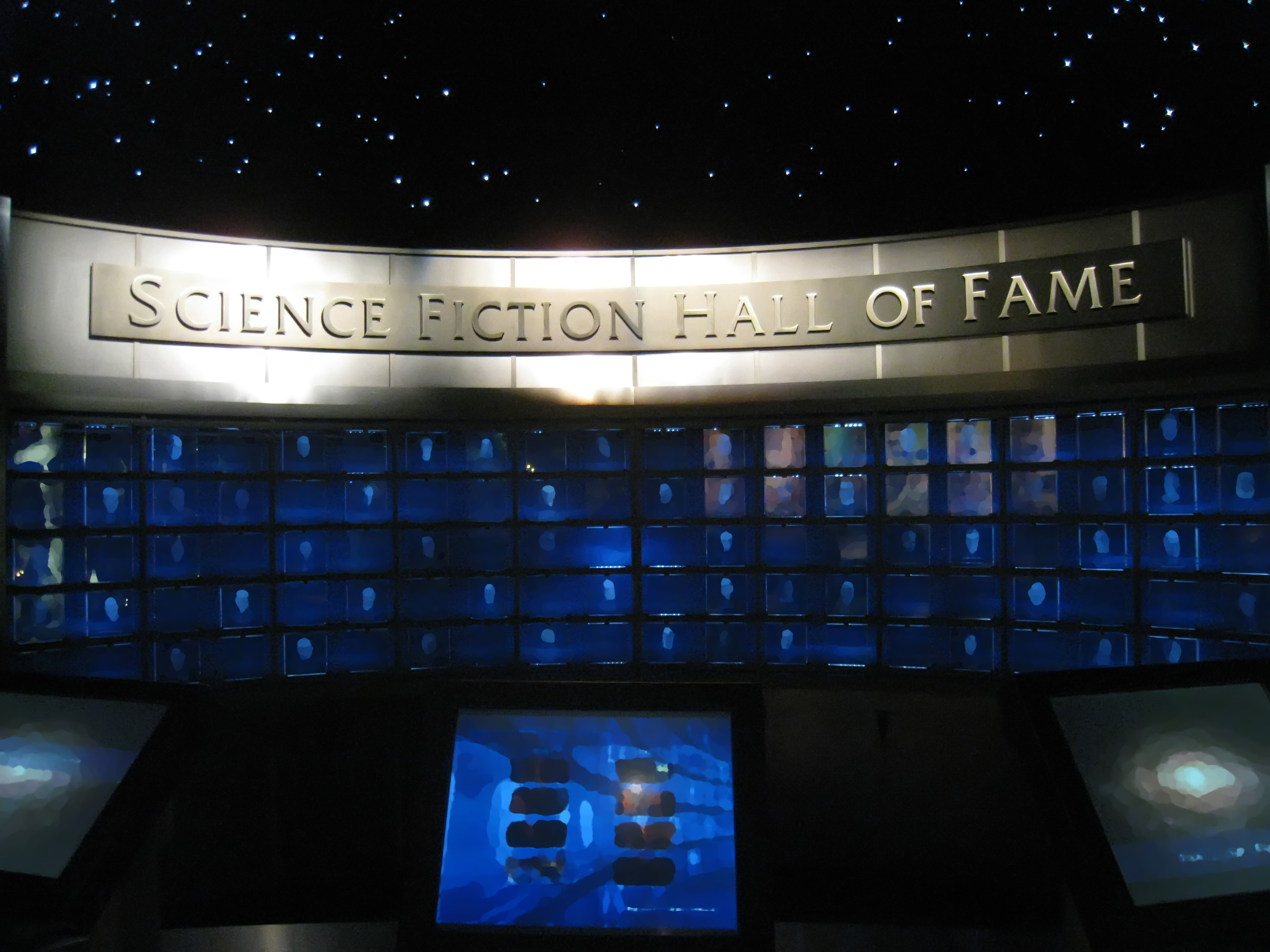
Salón de la Fama de la Ciencia Ficción en 2009

Este salón de la Fama de la ciencia ficción fue fundado en 1996 por la asociación Kansas City Science Fiction and Fantasy Society de Kansas City (Misuri) junto con el Centro de Estudios de la Ciencia Ficción (Center for the Study of Science Fiction) de la Universidad de Kansas. Cada año se rinde honores a cuatro personas por su excelencia y su contribución en el campo de la ciencia ficción, dos de ellas vivas y las otras dos a título póstumo. Con dinero aportado por su fundador, Paul G. Allen, el salón mantiene una colección única de reliquias y objetos de interés: entre ellos, trabajos de Isaac Asimov, Ursula K. Le Guin, H. G. Wells, George Lucas, Gene Roddenberry, James Cameron, Steven Spielberg y otros personajes destacados de ese género.
El museo fue dividido en varias galerías con temas como "Homeworld", "Fantastic Voyages", "Brave New Worlds" y "¡Them!", cada una de las cuales muestra recuerdos relacionados (accesorios de películas, primeras ediciones, disfraces y modelos) en grandes vitrinas. carteles y exhibiciones interactivas. Se dijo sobre el museo que "desde robots hasta mochilas propulsoras, trajes espaciales y pistolas de rayos, todo está aquí".
A partir del 2005, el Salón de la Fama se trasladó al museo de la ciencia ficción de Seattle. Asimismo, los cuatro nuevos miembros admitidos cada año se diversificaron en cuatro categorías de mérito: literatura, cine, arte y una categoría abierta. 
Aunque el Museo de Ciencia Ficción como colección permanente se desinstaló en marzo de 2011, en junio de 2012 se inauguró una nueva exhibición llamada Iconos de la Ciencia Ficción como reemplazo. En ese momento se dio a conocer la nueva exhibición del Salón de la Fama. y la generación de 2012 incorporada.

## Galardonados
- 1996: Jack Williamson; A. E. van Vogt; John W. Campbell; Hugo Gernsback
- 1997: Andre Norton; Arthur C. Clarke; H. G. Wells; Isaac Asimov
- 1998: Hal Clement; Frederik Pohl; C. L. Moore; Robert A. Heinlein
- 1999: Ray Bradbury; Robert Silverberg; Julio Verne; Abraham Merritt
- 2000: Poul Anderson; Gordon R. Dickson; Theodore Sturgeon; Eric Frank Russell
- 2001: Jack Vance; Ursula K. Le Guin; Alfred Bester; Fritz Leiber
- 2002: Samuel R. Delany; Michael Moorcock; James Blish; Donald A. Wollheim
- 2003: Wilson Tucker; Kate Wilhelm; Damon Knight; Edgar Rice Burroughs
- 2004: Brian W. Aldiss; Harry Harrison; Mary Wollstonecraft Shelley; E. E. Smith
- 2005: Steven Spielberg; Philip K. Dick; Chesley Bonestell; Ray Harryhausen
- 2006: George Lucas; Frank Herbert; Frank Kelly Freas; Anne McCaffrey
- 2007: Ed Emshwiller; Gene Roddenberry; Ridley Scott; Gene Wolfe
- 2008: Ian Ballantine y Betty Ballantine; William Gibson; Richard M. Powers; Rod Serling
- 2009: Edward L. Ferman; Michael Whelan; Frank R. Paul; Connie Willis
- 2010: Octavia E. Butler; Richard Matheson; Douglas Trumbull; Roger Zelazny
- 2011: Vincent Di Fate; Gardner Dozois; Harlan Ellison; Jean Giraud
- 2012: Joe Haldeman; James Tiptree, Jr.; James Cameron; Virgil Finlay
- 2013: H. R. Giger; Judith Merril; Joanna Russ; David Bowie; J. R. R. Tolkien
- 2014: Frank Frazetta; Hayao Miyazaki; Leigh Brackett; Olaf Stapledon; Stanley Kubrick
- 2015: James E. Gunn; Georges Méliès; John Schoenherr; Kurt Vonnegut; Jack Gaughan
- 2016: Terry Pratchett; Douglas Adams; Star Trek; Blade Runner
- 2017: J. K. Rowling; Stan Lee; The Legend of Zelda; Buffy the Vampire Slayer